# Đại số Lie
Trong toán học, đại số Lie là một không gian {\displaystyle {\displaystyle {\mathfrak {g}}}} cùng với một toán tử không liên hợp gọi là dấu ngoặc Lie, một song ánh xen kẽ {\displaystyle {\displaystyle {\mathfrak {g}}\times {\mathfrak {g}}\rightarrow {\mathfrak {g}},\ (x,y)\mapsto [x,y]}} thỏa mãn phép đồng nhất Jacobi.
Đại số Lie liên quan mật thiết đến nhóm Lie, một nhóm có những đa tạp mềm mại. Ngược lại, đại số Lie hữu hạn chiều qua tập số thực hoặc phức, luôn có một nhóm Lie tương ứng liên kết với nó. Sự tương ứng này cho phép nghiên cứu cấu trúc và phân lớp nhóm Lie theo đại số Lie.
Trong vật lý, nhóm Lie xuất hiện như là một nhóm đối xứng của hệ vật lý, và đại số Lie của chúng (vector tiếp tuyến gần đồng nhất) có thể coi như là một chuyển động đối xứng vô cùng nhỏ. Do đó đại số Lie và các phép biểu diễn được sử dụng rất chuyên sâu trong vật lý, đặc biệt là trong cơ học lượng tử và vật lý hạt cơ bản.
Một ví dụ cụ thể là trong không gian vector 3 chiều {\displaystyle {\displaystyle {\mathfrak {g}}=\mathbb {R} ^{3}}} với dấu ngoặc Lie được định nghĩa là cross product {\displaystyle {\displaystyle [x,y]=x\times y.}}
Đây là đối xứng nghiêng  {\displaystyle {\displaystyle x\times y=-y\times x}}, và thay vì tính chất liên hợp, nó thỏa mãn đồng nhất thức Jacobi:
{\displaystyle {\displaystyle x\times (y\times z)\ =\ (x\times y)\times z\ +\ y\times (x\times z).}}
Đây là đại số Lie của nhóm xoay trong không gian, và  mỗi vector {\displaystyle {\displaystyle v\in \mathbb {R} ^{3}}} có thể hình dung như là một phép xoay vô cùng nhỏ xung quanh trục v, với vận tốc bằng với độ lớn của v. Dấu ngoặc Lie là phép đo của sự không giao hoán giữa 2 phép xoay: một phép quay giao hoán với chính nó. ta có tính chất xen kẽ:
{\displaystyle {\displaystyle [x,x]=x\times x=0}.}

## Định nghĩa
Đại số Lie là một không gian vector {\displaystyle {\mathfrak {g}}} qua trường {\displaystyle {\displaystyle \mathbb {F} }} cùng với một toán tử đôi {\displaystyle {\displaystyle [\,\cdot \,,\cdot \,]:{\mathfrak {g}}\times {\mathfrak {g}}\to {\mathfrak {g}}}} gọi là dấu ngoặc Lie thỏa mãn các tiên đề sau
- Song tuyến,

{\displaystyle {\displaystyle [ax+by,z]=a[x,z]+b[y,z],}}
{\displaystyle {\displaystyle [z,ax+by]=a[z,x]+b[z,y]}}
với mọi đại lượng vô hướng a,b và tất cả các phần tử x,y,z thuộc {\displaystyle {\displaystyle {\mathfrak {g}}}}.
- Tính xen kẽ,

{\displaystyle [x,x]=0}
với mọi x thuộc {\displaystyle {\displaystyle {\mathfrak {g}}}}.
Sử dụng tính song tuyến để mở rộng ngoặc Lie và tính xen kẽ, với mọi phần tử x,y ta được
- phản giao hoán

{\displaystyle {\displaystyle [x,y]=-[y,x],\ }}
Cách kí hiệu đại số Lie bằng một kí hiệu fracktur như {\displaystyle {\displaystyle {\mathfrak {g,h,b,n}}}} là một truyền thống. Nếu đại số Lie liên kết với nhóm Lie thì đại số được kí hiệu bởi phiên vản fracktur của nhóm: vd như đại số Lie của nhóm biến đổi SU(n) là {\displaystyle {\mathfrak {su}}(n).}
Đại số con và đồng dạng
Dấu ngoặc Lie không liên hợp, điều đó có nghĩa là  {\displaystyle {\displaystyle [[x,y],z]}[[x,y],z]} không tương đương {\displaystyle {\displaystyle [x,[y,z]]}[x,[y,z]]}. Một cấu trúc đại số con {\displaystyle {\displaystyle {\mathfrak {h}}\subseteq {\mathfrak {g}}}} là đóng dưới dấu ngoặc Lie. Cấu trúc đại số con lý tưởng {\displaystyle {\displaystyle {\mathfrak {i}}\subseteq {\mathfrak {g}}}} là một cấu trúc đại số thỏa mãn điều kiện mạnh hơn:
{\displaystyle {\displaystyle [{\mathfrak {g}},{\mathfrak {i}}]\subseteq {\mathfrak {i}}.}}
Một cấu trúc đại số Lie là đồng hình nếu ánh xạ tuyến tính phù hợp tương ứng với dấu ngoặc Lie:
{\displaystyle {\displaystyle \phi :{\mathfrak {g}}\to {\mathfrak {g'}},\quad \phi ([x,y])=[\phi (x),\phi (y)]\ {\text{với}}\ x,y\in {\mathfrak {g}}.}}